# Thenmaradchchi Division
Thenmaradchchi Division är en division i Sri Lanka.   Den ligger i distriktet Jaffna District och provinsen Nordprovinsen, i den norra delen av landet, 300 km norr om huvudstaden Colombo. 